# 薩馬拉河 (危地馬拉)

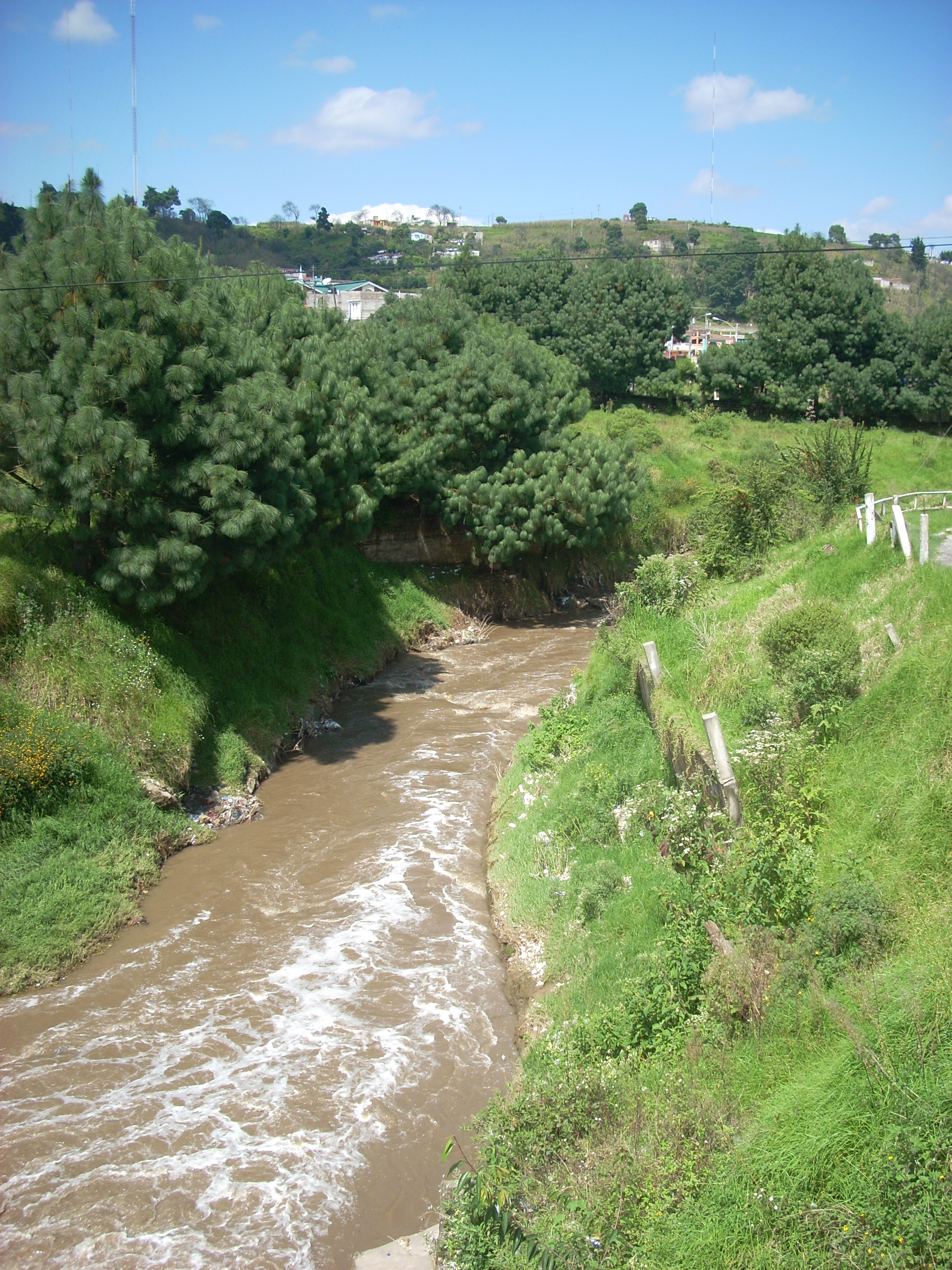
薩馬拉河克薩爾特南戈市段

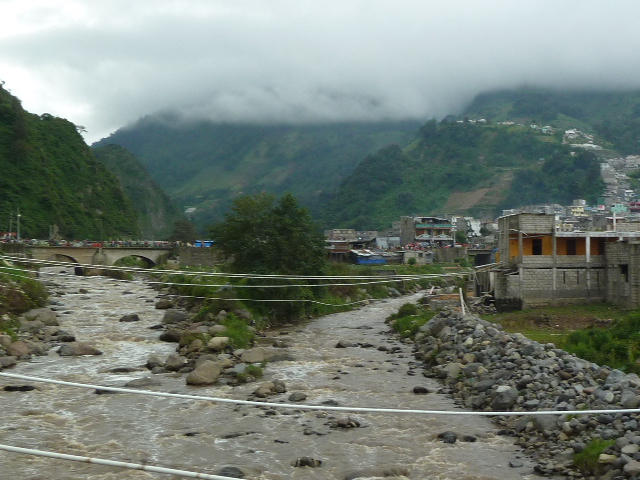
薩馬拉河蘇尼爾鎮段

薩馬拉河（西班牙語：Río Samalá）是危地馬拉的河流，位於該國西南部，河道全長145公里，流域面積1,510平方公里，流經托托尼卡潘省和克薩爾特南戈省，最終注入太平洋，平均流量每秒8.7立方米。